# جیمی آدامسون
جیمی آدامسون (هلندی: Jimmy Adamson؛ ۴ آوریل ۱۹۲۹ – ۸ نوامبر ۲۰۱۱) یک بازیکن فوتبال، و مربی (ورزش) اهل انگلستان بود.